# Naveil
Naveil – miejscowość i gmina we Francji, w Regionie Centralnym, w departamencie Loir-et-Cher.
Według danych na rok 1990 gminę zamieszkiwało 1855 osób, a gęstość zaludnienia wynosiła 140 osób/km² (wśród 1842 gmin Regionu Centralnego Naveil plasuje się na 211. miejscu pod względem liczby ludności, natomiast pod względem powierzchni na miejscu 975.).